# Ondřej Bank
Pour les articles homonymes, voir Bank.
Ondřej Bank, né le 27 octobre 1980 à Zábřeh na Moravě, est un skieur alpin tchèque spécialiste du super combiné.

## Carrière
Ayant débuté au niveau international en 1995, Il participe à sa première épreuve de Coupe du monde en janvier 2001. Un mois plus tard, il est présent pour les Championnats du monde de Sankt Anton, prenant la sixième place au combiné. Il connaît sa première sélection olympique en 2002, où il est 39e de la descente.
Aux Jeux olympiques d'hiver de 2006, il est seizième du slalom géant et surtout sixième du combiné.
Il obtient son premier podium en terminant 3e au super combiné de Beaver Creek en 2007.
Il réalise sa meilleure saison en 2010-2011 qu'il achève au 26e rang final. Il connaît ensuite une série de soucis de santé et de blessures qui l'éloignera plusieurs mois des pistes.
Lors des Jeux olympiques de Sotchi en 2014, il se classe à trois reprises dans les dix premiers (9e du super G, 5e du slalom géant et 7e du super combiné).
En janvier 2015, il monte sur son deuxième podium huit ans plus tard après le premier en se classant troisième du super combiné de Kitzbühel. Aux Championnats du monde de Beaver Creek, pour sa dernière grande compétition internationale, il est septième de la descente.

## Palmarès

### Jeux olympiques d'hiver
| Épreuve / Édition      | Descente | Super G | Slalom géant | Slalom  | Combiné / Super combiné |
| JO 2002 Salt Lake City | 39e      | —       | Abandon      | —       | —                       |
| JO 2006 Turin          | Abandon  | Abandon | 16e          | —       | 6e                      |
| JO 2010 Vancouver      | 30e      | —       | 17e          | 11e     | 7e                      |
| JO 2014 Sotchi         | 20e      | 9e      | 5e           | Abandon | 7e                      |

Légende :
- — : Ondřej Bank n'a pas participé à cette épreuve

### Championnats du monde
Il a réalisé ses meilleurs résultats aux Mondiaux en super combiné en terminant sixième en 2001 pour ses premiers Championnats du monde puis cinquième en 2011 à Garmisch-Partenkirchen. Il chute lourdement en course lors des mondiaux de Beaver Creek en 2015 et se blesse au visage.
| Épreuve / Édition                 | Descente | Super G | Slalom géant | Slalom  | Combiné / super combiné |
| Mondiaux 2001 Sankt Anton         | —        | —       | 26e          | Abandon | 6e                      |
| Mondiaux 2003 Saint-Moritz        | 37e      | 41e     | Abandon      | Abandon | 16e                     |
| Mondiaux 2005 Bormio              | Abandon  | 26e     | 24e          | Abandon | 16e                     |
| Mondiaux 2007 Åre                 | 35e      | 36e     | 17e          | Abandon | 10e                     |
| Mondiaux 2011 Garmisch            | 21e      | 17e     | 19e          | Abandon | 5e                      |
| Mondiaux 2013 Schladming          | 27e      | —       | —            | —       | 11e                     |
| Mondiaux 2015 Vail - Beaver Creek | 7e       | Abandon | —            | —       | DSQ                     |

Légende :

— : Bank n'a pas participé à cette épreuve
DSQ : disqualification

### Coupe du monde
- Meilleur classement général : 26e en 2011.
- 2 podiums (en super combiné).

#### Différents classements en Coupe du monde
| Année/Classement | Année/Classement | Général | Général | Descente | Descente | Slalom | Slalom | Slalom géant | Slalom géant | Super G | Super G | Combiné | Combiné |
| ---------------- | ---------------- | ------- | ------- | -------- | -------- | ------ | ------ | ------------ | ------------ | ------- | ------- | ------- | ------- |
| Année/Classement | Année/Classement | Class.  | Points  | Class.   | Points   | Class. | Points | Class.       | Points       | Class.  | Points  | Class.  | Points  |
| 2004             | 2004             | 93e     | 42      | -        | -        | -      | -      | -            | -            | -       | -       | 42e     | 8       |
| 2005             | 2005             | 126e    | 14      | -        | -        | -      | -      | 48e          | 14           | -       | -       | -       | -       |
| 2006             | 2006             | 98e     | 33      | -        | -        | -      | -      | -            | -            | -       | -       | 22e     | 33      |
| 2007             | 2007             | 84e     | 70      | -        | -        | 42e    | 24     | -            | -            | -       | -       | 20e     | 46      |
| 2008             | 2008             | 74e     | 88      | -        | -        | 44e    | 28     | -            | -            | -       | -       | 17e     | 60      |
| 2010             | 2010             | 55e     | 147     | -        | -        | 45e    | 16     | 23e          | 63           | -       | -       | 16e     | 68      |
| 2011             | 2011             | 26e     | 303     | 40e      | 21       | 27e    | 63     | 14e          | 112          | 59e     | 1       | 7e      | 106     |
| 2014             | 2014             | 100e    | 29      | 55e      | 1        | -      | -      | 38e          | 13           | -       | -       | 25e     | 15      |
| 2015             | 2015             | 41e     | 199     | 31e      | 63       | -      | -      | 35e          | 18           | 38e     | 26      | 5e      | 92      |

### Championnats de République tchèque
- Champion de slalom en 2001, 2003, 2004, 2006, 2010.
- Champion de slalom géant en 2003, 2004, 2006, 2010 et 2011.
- Champion de super G en 2010.
- Champion de super combiné en 2010 et 2011.